# Eric Roy
|  | No s'ha de confondre amb Éric Serge Roy. |

Eric Wilbur Roy (Dunedin, 27 de juny de 1948) és un polític neozelandès i diputat de la Cambra de Representants de Nova Zelanda, representant la circumscripció electoral d'Invercargill des de les eleccions de 2005. Prèviament havia estat diputat entre 1993 i 2002. És membre del Partit Nacional.

## Inicis
Roy va néixer el 27 de juny de 1948 a Dunedin. Va anar a l'Escola Secundària de Gore (Gore High School). Ha treballat la majoria de la seva vida —i actualment— com a pagès, però ha treballat també per les Nacions Unides i entre 2002 i 2005 com a presentador de televisió. És un jutjat de pau i el fou nomenat el 1975 el segon millor pagès jove de Nova Zelanda de l'any.

## Diputat
| Parlament de Nova Zelanda |      |                |        |          |
| Anys                      | Leg. | Circumscripció | Llista | Partit   |
| 1993-1996                 | 44   | Awarua         | Awarua | Nacional |
| 1996-1999                 | 45   | Llista         | 23     | Nacional |
| 1999-2002                 | 46   | Llista         | 19     | Nacional |
|                           |      |                |        |          |
| 2005-2008                 | 48   | Invercargill   | 37     | Nacional |
| 2008-2011                 | 49   | Invercargill   | 28     | Nacional |
| 2011-actualitat           | 50   | Invercargill   | 25     | Nacional |

Fou elegit per primera vegada en les eleccions generals neozelandeses de 1993 per la circumscripció electoral d'Awarua, sent candidat pel Partit Nacional. Amb la introducció del sistema electoral de representació proporcional mixta a partir de les eleccions de 1996 Awarua fou abolida i Roy seria candidat tan sols de llista (és a dir, no fou candidat en cap circumscripció). Seria elegit en les eleccions de 1996 i 1999 al trobar-se 23è i 19è en la llista del Partit Nacional.
En les eleccions de 2002 Roy es trobaria 26è en la llista electoral del Partit Nacional i no seria elegit degut al baix resultat del partit.
Per a les eleccions de 2005 seria elegit el candidat del partit a Invercargill. Roy hi guanyà i des d'aleshores és el diputat per Invercargill.

## Vida personal
Està casat amb Elizabeth Roy i tenen quatre fills. És presbiterià.